# Det lever ännu
Det lever ännu (engelska: It's Alive III: Island of the Alive) är en amerikansk skräckfilm från 1987 i regi av Larry Cohen.

## Rollista i urval
- Michael Moriarty - Stephen Jarvis
- Karen Black - Ellen Jarvis
- Laurene London - Sally
- James Dixon - Perkins
- Gerrit Graham - Ralston
- Macdonald Carey - Judge Watson